# Oudepolder
De Oudepolder is een polder ten noordoosten van Nieuwvliet in de Nederlandse provincie Zeeland. De polder behoort tot de Catspolders.
Deze 96 ha grote polder werd, na de inundatie van 1583, herwonnen in 1613, door toedoen van onder meer Jacob Cats. Het is een herdijking van de voormalige Oudelandtpolder.
Het zuidwesten van de polder grenst aan de kom van Nieuwvliet.
De polder wordt begrensd door de Sint Bavodijk, de Nieuwvlietseweg en de Hoenderweg. De afscheiding met de noordelijk gelegen Stoute- of Zoutepolder is niet meer in het landschap zichtbaar.